# 罗得岛的安德罗尼克斯
罗得岛的安德罗尼克斯（羅馬化：Andrónikos ho Rhódios，公元前60年）是古希腊罗德岛哲学家，逍遥学派学校校长，以出版保留至今的亚里士多德著作而知名。